# Katja Seizinger
Katja Seizinger, née le 10 mai 1972 à Datteln, est une skieuse alpine allemande triple championne olympique, et seule à avoir réussi à conserver un titre en descente, s'imposant à Lillehammer en 1994 et à Nagano en 1998. Également double vainqueur au classement général de la Coupe du monde et gagnante de 36 épreuves de Coupe du monde, elle présente l'un des plus beaux palmarès du ski alpin allemand.
Elle fut élue à trois reprises Personnalité sportive allemande de l'année en 1994, 1996 et 1998. Après avoir remporté trois globes de cristal (général, descente, Super-G) et un titre olympique en 1998,  elle se blesse sévèrement à l'entraînement en juin de la même année, et ne reprend pas sa carrière, prenant sa retraite sportive à l'âge de 26 ans. 

## Palmarès

### Jeux olympiques d'hiver
| Épreuve / Édition | Albertville 1992 | Lillehammer 1994 | Nagano 1998 |
| Descente          | 4e               | Or               | Or          |
| Super G           | Bronze           | -                | 6e          |
| Slalom géant      | 8e               | -                | Bronze      |
| Combiné           | -                | -                | Or          |

### Championnats du monde
| Épreuve / Édition | Saalbach 1991 | Morioka 1993 | Sierra Nevada 1996 | Sestrières 1997 |
| Descente          | 5e            | 4e           | Argent             | 5e              |
| Super G           | -             | Or           | Ab.                | Argent          |
| Slalom géant      | -             | 12e          | 5e                 | 5e              |
| Combiné           | 5e            | -            | 5e                 | Argent          |

### Coupe du monde
- Vainqueure du classement général en 1996 et 1998
- Vainqueure de la coupe du monde de descente en 1992, 1993, 1994 et 1998
- Vainqueure de la coupe du monde de super G en 1993, 1994, 1995, 1996 et 1998
- 76 podiums dont 36 victoires (16 en descente, 16 en super G et 4 en slalom géant)

#### Différents classements en coupe du monde
| Saison / Épreuve | Saison / Épreuve | Général | Général | Descente | Descente | Super G | Super G | Géant  | Géant  | Slalom | Slalom | Combiné | Combiné |
| ---------------- | ---------------- | ------- | ------- | -------- | -------- | ------- | ------- | ------ | ------ | ------ | ------ | ------- | ------- |
| Saison / Épreuve | Saison / Épreuve | Class.  | Points  | Class.   | Points   | Class.  | Points  | Class. | Points | Class. | Points | Class.  | Points  |
| 1990             | 1990             | 44e     | 27      | -        | -        | 12e     | 25      | 39e    | 1      | -      | -      | 21e     | 1       |
| 1991             | 1991             | 15e     | 79      | 13e      | 34       | 4e      | 33      | 29e    | 5      | -      | -      | 12e     | 7       |
| 1992             | 1992             | 3e      | 937     | 1re      | 523      | 3e      | 234     | 10e    | 180    | -      | -      | -       | -       |
| 1993             | 1993             | 2e      | 1266    | 1re      | 604      | 1re     | 371     | 7e     | 234    | 58e    | 7      | 7e      | 50      |
| 1994             | 1994             | 3e      | 1195    | 1re      | 482      | 1re     | 416     | 6e     | 258    | 49e    | 13     | 19e     | 26      |
| 1995             | 1995             | 2e      | 1242    | 3e       | 445      | 1re     | 446     | 9e     | 206    | 19e    | 95     | 4e      | 50      |
| 1996             | 1996             | 1re     | 1472    | 2e       | 485      | 1re     | 545     | 2e     | 410    | 39e    | 32     | -       | -       |
| 1997             | 1997             | 2e      | 1424    | 5e       | 405      | 2e      | 474     | 2e     | 420    | 19e    | 125    | -       | -       |
| 1998             | 1998             | 1re     | 1655    | 1re      | 520      | 1re     | 445     | 6e     | 295    | 12e    | 193    | 2e      | 140     |

#### Détail des victoires
| Saison / Épreuve | Descente                            | Super G                                                    | Géant             | Total |
| 1992             | Schruns Morzine Vail                | Santa Caterina                                             | –                 | 4     |
| 1993             | Cortina d'Ampezzo Veysonnaz Morzine | Lake Louise Åre                                            | Vemdalen          | 6     |
| 1994             | Cortina d'Ampezzo Whistler Vail     | Cortina d'Ampezzo Mammoth Mountain                         | –                 | 5     |
| 1995             | –                                   | Lake Louise Bormio                                         | –                 | 2     |
| 1996             | Sankt Anton Val-d'Isère             | Garmisch Val-d'Isère (x2)                                  | Maribor Kvitfjell | 7     |
| 1997             | Lake Louise                         | Mammoth Mountain Vail                                      | Sölden            | 4     |
| 1998             | Lake Louise (x2) Val-d'Isère Åre    | Mammoth Mountain Lake Louise Val-d'Isère Cortina d'Ampezzo | –                 | 8     |
| Total            | 16                                  | 16                                                         | 4                 | 36    |

### Arlberg-Kandahar
- Vainqueur de la descente 1993 à Cortina d'Ampezzo